# Phorbas thela
Phorbas thela är en svampdjursart som först beskrevs av Vosmaer 1880.  Phorbas thela ingår i släktet Phorbas och familjen Hymedesmiidae.
Artens utbredningsområde är Italien. Inga underarter finns listade i Catalogue of Life.